# Messe (Stravinsky)
La Messe est une œuvre d'Igor Stravinsky écrite pour chœur mixte et double quintette à vent entre 1944 et 1948. Par son austérité et sa destination liturgique originale, elle fait référence aux œuvres médiévales de l'Ars nova et en particulier à la Messe de Notre Dame de Guillaume de Machaut.

## Histoire
Chez un bouquiniste à Los Angeles, Stravinsky achète des messes de Mozart et trouve qu'il n'y a aucun sentiment religieux. Ce qui le pousse à écrire cette messe. À l'origine Stravinsky conçoit sa Messe comme une musique religieuse exclusivement destinée aux offices de la liturgie catholique romaine, malgré cela elle est créée par Ernest Ansermet en concert à la Scala de Milan le 27 octobre 1948. C'est une œuvre dépouillée, austère. Il voulait « une musique froide, absolument froide, qui s'adresse directement à l'esprit ».

## Composition
Le Kyrie et le Gloria sont composés en 1944, il termine la Messe de 1947 à 1948. 

## Effectif
- 1er quintette : 2 hautbois, 1 cor anglais, 2 bassons
- 2e quintette : 2 trompettes et 3 trombones

Stravinsky demande des voix d'enfants pour les voix supérieures.

## Mouvements
1. Kyrie. Le premier mouvement entièrement polyphonique, reprend la tradition liturgique, en exposant trois fois les deux Kyrie et le Christe. Les instruments à vent ont un rôle de soutien aux voix, ponctuant certains passages du chœur.
2. Gloria. Le deuxième mouvement commence par une introduction par les vents. Le premier soliste alto entonne alors le verset Gloria in excelsis Deo, auquel répond le second soliste soprano, tenu généralement par un enfant, Et in terra pax hominibus bonae voluntatis. Vient ensuite le chœur qui entonne la suite de la prière. Le mouvement se poursuit selon le mode antiphonal, alternant voix solistes et chœur.
3. Credo, est le mouvement polyphonique central sur lequel s'articule toute la messe[1], pour André Boucourechliev le Credo « constitue à nos yeux, le modèle incomparable, unique peut-être de la musique religieuse dans la littérature du XXe siècle »[2]. La polyphonie est chantée en détachant chaque syllabe, sans ornementation. Durant la prière le chœur n'élève pas la voix, demeurant dans un registre mezzo voce, interrompu par des crescendos vers le forte lors du passage Cujus regni et sur le mot Ecclesiam[1]. Le credo se termine par un Amen a cappella.
4. Sanctus, montre une écriture polyphonique complexe, comme pour le Gloria les solistes alternent avec le chœur, Pleni sunt qui fait suite, est une fugue, alors que la polyphonie du Benedictus est libre, le chœur final est homophonique[3].
5. Agnus Dei qui fait miroir avec le Kyrie alterne les cuivres et le chœur, dans une composition symétrique[3].

## Discographie
- Stravinsky : Mass, chœur masculin adultes et enfants du New York church of the Blessed Sacrament Choir et double quintette à vent, direction Igor Stravinsky, RCA Victor 1349 enregistré les 24 et 25 février 1949 à New York City, Town Hall. Réédition 2003 : Igor Stravinsky, composer & performer volume III,  Andante AND1140[4].

- Mass for mixed chorus and double wind quintet, New York Concert Choir; New York Concert Orchestra, direction Margaret Hillis, LP Vox PL8630  enregistré en 1954.
- Messe, chorale Sant Jordi, ensemble instrumental de Barcelone, direction Oriol Martorell, enregistré le 18 avril 1959 au Monastère de Pedralbes, Harmonia Mundi HMO 25.134 33T 25 cm.
- Stravinsky Cantata 1952, Mass 1948, Gregg Smith Singers, Columbia Chamber Ensemble direction Igor Stravinsky. LP Columbia MS 6992 enregistré le 9 juin 1960 à Hollywood. Réédition 2007, coffret Stravinsky: works of Igor Stravinsky Sony SM22K 46290.
- Stravinsky, Cantata & Mass, English Chamber Orchestra  direction Colin Davis, L'Oiseau-Lyre SOL-265 enregistré en 1963. Réédition 2007, Decca ADD 0289 475 8716.
- Symphony of Psalms, Mass chœurs et ensemble à vent de l'orchestre philharmonique Tchèque direction Karel Ancerl, Supraphon 25 348 enregistré en 1967. Réédition 2004, dans Karel Ancerl Gold Edition 32: Stravinsky - Les Notes Cantata Mass Supraphon SU 3692-2 211.
- Stravinsky. Mass. Poulenc, Lenten, chœurs de la Christ Church Cathedral, d'Oxford direction Simon Preston. LP Argo ZRG720 enregistré en 1974[5]. Réédition 1991 Decca ADD 430346.
- Stravinsky: Les Noces, Mass, Pater Noster, Ave Maria, orchestre de la radio-télévision de Belgrade, direction Borivoje Simic, LP Everest 3399 enregistré en 1976.
- Strawinsky, Les Noces, Messe Trinity Boy’s Choir, English Bach Festival Chorus, membres de l'English Bach Festival Orchestra, direction Leonard Bernstein, Deutsche Grammophon 2530 880 enregistré en 1977. Réédition 2005 coffret Stravinsky, Shostakovich: Bernstein's Complete Recordings on Deutsche Grammophon DG 000532002.
- Symphony of Psalms, Mass, Canticum Sacrum, chœurs de la cathédrale de Westminster, City of London Sinfonia, direction, James O'Donnel, Hyperion CDA66437 enregistré en 1991.
- Psalmensinfonie, Messe, Babel, chœur et musiciens du Radio-Philharmonie-Hannover Des NDR direction Heinz Hennig, Calig CAL50918 enregistré en 1992-1993.
- Stravinsky the Composer Vol 7, Gregg Smith Singers, orchestre de St Luke direction Robert Craft, Musicmasters 67152-2, enregistré en 1995. Réédition 2006, Naxos 8.557504 (Stravinsky serie vol.6).
- Stravinsky, Mass, Gesualdo, Responsoria  Cambridge Trinity College Choir, London Musici, direction Richard Marlow, Conifer Classics 51232 enregistré en 1995.
- Twentieth Century Masters · Volume 3 : Copland and His American Contemporaries, Henry Jenkinson (soprano garçon), Otta Jones (alto garçon), Alastair Putt et Simon Beston (ténors), Tom Edwards (basse), chœur du New College d’Oxford, Anthony Robson et James Eastaway (hautbois), Cherry Forbes (cor anglais), Meyrick Alexander et Sally Jackson (bassons), Tim Hayward et Martin Evans (trompettes), Sue Addison, Peter Thorley et Roger Williams (trombones), direction Edward Higginbottom, Avie AV2086, enregistré en 2005.
- Les Noces, Mass, Cantata RIAS Kammerchor, MusikFabrik direction Daniel Reuss, Harmonia Mundi HMC 801913 enregistré en 2006.
- Monumentum, Mass, Symphonie de psaumes Collegium Vocale de Gand, deFilharmonie, direction Philippe Herreweghe, PentaTone Classics PTC 5186 349 enregistré en 2009.